# أشرف دالي
أشرف دالي (13 مارس 1963 – 1382 هـ) كاتب، ومؤلف، ومترجم مصري.

## حياته
ولد بمدينة بنها في محافظة القليوبية. وهو القائم بأعمال رئيس جمعية الصحفيين الآسيوية (AJA).

## أعماله

### كتب باللغة العربية
- وشوشة البحر (همس البحر) شعر القاهرة 1989.
- الاصداف شعر القاهرة 1996.
- زكاة الصمت شعر بيروت 2000.
- فوق سيرة الموت، شعر، القاهرة، 2001.
- زكريات الفراشات، شعر، القاهرة 2005.

### كتب منشورة بلغات أخرى
- شماوس، (رواية)، (كوري)، سيول، كوريا الجنوبية، 2008
- أونا كال في القاهرة (شارع بالقاهرة) شعر ترجمة نادية جمال الدين (الإسبانية) كوستاريكا 2010.
- مختارات شعرية (تركية) مترجمة متين فيندجي، إسطنبول، تركيا، 2012.
- شعر، ذاكرة الصمت (إنجليزي)، القاهرة 2013
- ذكرى فراشات، شعر، ترجمة نسرين شكبي ممتاز، (فارسي)، دار افراز، طهران، 2013.

### ترجمة
- حكايات فولكلورية كورية للأطفال، العربي للكتب، الكويت 2008
- أنا والسريالية، سلفادور دالي، (سيرة ذاتية)، مجلة ثقافية دبي، الإمارات العربية المتحدة، 2010
- ألف وحياة واحدة، مختارات من القصائد المختارة للشاعر الكوري كو أون)، مجلة ثقافية دبي، الإمارات العربية المتحدة، 2012
- Qeddison Youhalleqo Baaidan (القديس الب، قصائد مترجمة كتبها الشاعر الكوري تشو أو هيون، بيت الغشم، مسقط، عمان، 2013